# 16e étape du Tour d'Italie 2019
Pour un article plus général, voir Tour d'Italie 2019.
La 16e étape du Tour d'Italie 2019 se déroule le mardi 28 mai 2019, entre Lovere et Ponte di Legno, sur une distance de 226 km. Avec le changement de parcours lié aux conditions climatiques, la distance est ramenée à 194 km.

## Parcours
Le départ est en montée de Lovere à Rovetta, puis suivent les ascensions du Passo della Presolana et le Croce di Salven. Ce dernier mène au Val Camonica où débute l'ascension inédite de Cevo, avant de redescendre avant que la route ne se dresse à nouveau vers Aprica avant le Col du Mortirolo qui est escaladé par son versant classique, avec des pentes allant jusqu'à 18 %. L'étape se termine par la descente vers Monno avant les 15 derniers kilomètres sur des pentes modérées (3-4 %) jusqu'à l'arrivée.
En raison des conditions climatiques, qui ont produit « d'impressionnants murs de neige » sur Passo Gavia, le directeur du Giro Mauro Vegni annonce le 25 mai un changement de parcours qui évite désormais ce col.

## Déroulement de la course
Le peloton, composé de 147 coureurs, passe le km 0 à 11 h 40. Brent Bookwalter est non-partant. Cinq hommes se détachent légèrement et six autres partent en contre. Dans la première ascension de la journée, un groupe de 22 coureurs se forme à l'avant avec un écart qui augmente doucement, les échappés n'ont que 2 minutes 27 secondes d'avance après 33 km. Dans le Croce di Salven, l'écart augmente à 4 minutes et Giulio Ciccone engrange encore des points au sommet. Jasha Sütterlin est en tête du peloton alors qu'à l'avant, Fausto Masnada prend les points du sprint intermédiaire. Au sommet d'Aprica, Giulio Ciccone prend 9 points de plus au classement de la montagne et Francisco Ventoso prend un peu de champs devant ses compagnons d'échappée dans la descente.
Dans le Col du Mortirolo, Joe Dombrowski accélère, Giulio Ciccone suit et Astana régule l'allure dans l'échappée avant que Jan Hirt n'attaque. Chez les favoris, les Bahrain-Mérida accélèrent et Vincenzo Nibali place sa première attaque à 36 kilomètres de l'arrivée. Personne ne le suit et il creuse l'écart à 15 secondes. Miguel Ángel López part à son tour, les trois Movistar prennent son sillage mais pas Primož Roglič qui perd mètre après mètre. Mikel Landa accélère et emmène Richard Carapaz et López dans sa roue. Les trois hommes rentrent sur Vincenzo Nibali et Hugh Carthy. Le colombien contre mais il est suivi tandis que Primož Roglič est repris par le groupe de Simon Yates. En tête de course, Giulio Ciccone et Jan Hirt franchissent le Mortirolo, plongé dans un épais brouillard et font la descente sous la pluie avec une avance de 4 minutes 30 sur le groupe maillot rose qui possède lui 1 minute 25 sur le groupe Roglič. Dans la descente, Jan Hirt ne veut plus rouler. Giulio Ciccone décide de passer à l'offensive mais le Tchèque le suit. Miguel Ángel López et Peio Bilbao ont 20 secondes d'avance sur le groupe maillot rose dont seul Andrey Amador roule, ce qui profite à Primož Roglič et Simon Yates. Le groupe maillot rose reprend Damiano Caruso qui roule pour Nibali, puis López et d'autres échappées. Les deux hommes de tête se disputent la victoire au sprint et Giulio Ciccone s'impose assez facilement devant Jan Hirt. Fausto Masnada prend la troisième place. Le groupe Carapaz / Nibali en termine à 1 minute 41 et le groupe Roglič / Yates à 3 minutes 03 (ils perdent 1 minute 22 sur les autres favoris). Richard Carapaz conforte son maillot rose. Vincenzo Nibali prend lui la deuxième place du général.

## Résultats

### Classement de l'étape
| \| Classement de l'étape \| Classement de l'étape \| Classement de l'étape \| Classement de l'étape \| Classement de l'étape \| \| Coureur \| Coureur \| Pays \| Équipe \| Temps \| \| --------------------- \| --------------------- \| --------------------- \| --------------------------- \| --------------------- \| \| 1er \| Giulio Ciccone \| Italie \| Trek-Segafredo \| 5 h 36 min 24 s \| \| 2e \| Jan Hirt \| Tchéquie \| Astana \| + 0 s \| \| 3e \| Fausto Masnada \| Italie \| Androni Giocattoli-Sidermec \| + 1 min 20 s \| \| 4e \| Vincenzo Nibali \| Italie \| Bahrain-Merida \| + 1 min 41 s \| \| 5e \| Hugh Carthy \| Royaume-Uni \| EF Education First \| + 1 min 41 s \| \| 6e \| Richard Carapaz \| Équateur \| Movistar Team \| + 1 min 41 s \| \| 7e \| Mikel Landa \| Espagne \| Movistar Team \| + 1 min 41 s \| \| 8e \| Joe Dombrowski \| États-Unis \| EF Education First \| + 1 min 41 s \| \| 9e \| Damiano Caruso \| Italie \| Bahrain-Merida \| + 1 min 49 s \| \| 10e \| Mattia Cattaneo \| Italie \| Androni Giocattoli-Sidermec \| + 2 min 03 s \| |                 |             |                             |                 |
| |                 |             |                             |                 |
| Source : ProCyclingStats |                 |             |                             |                 |
| Classement de l'étape |                 |             |                             |                 |
| Coureur | Coureur         | Pays        | Équipe                      | Temps           |
| 1er | Giulio Ciccone  | Italie      | Trek-Segafredo              | 5 h 36 min 24 s |
| 2e | Jan Hirt        | Tchéquie    | Astana                      | + 0 s           |
| 3e | Fausto Masnada  | Italie      | Androni Giocattoli-Sidermec | + 1 min 20 s    |
| 4e | Vincenzo Nibali | Italie      | Bahrain-Merida              | + 1 min 41 s    |
| 5e | Hugh Carthy     | Royaume-Uni | EF Education First          | + 1 min 41 s    |
| 6e | Richard Carapaz | Équateur    | Movistar Team               | + 1 min 41 s    |
| 7e | Mikel Landa     | Espagne     | Movistar Team               | + 1 min 41 s    |
| 8e | Joe Dombrowski  | États-Unis  | EF Education First          | + 1 min 41 s    |
| 9e | Damiano Caruso  | Italie      | Bahrain-Merida              | + 1 min 49 s    |
| 10e | Mattia Cattaneo | Italie      | Androni Giocattoli-Sidermec | + 2 min 03 s    |

## Classements à l'issue de l'étape

### Classement général
| \| Classement général \| Classement général \| Classement général \| Classement général \| Classement général \| \| Coureur \| Coureur \| Pays \| Équipe \| Temps \| \| ------------------ \| ------------------ \| ------------------ \| ------------------ \| ------------------ \| \| 1er \| Richard Carapaz \| Équateur \| Movistar Team \| 70 h 02 min 05 s \| \| 2e \| Vincenzo Nibali \| Italie \| Bahrain-Merida \| + 1 min 47 s \| \| 3e \| Primož Roglič \| Slovénie \| Team Jumbo-Visma \| + 2 min 09 s \| \| 4e \| Mikel Landa \| Espagne \| Movistar Team \| + 3 min 15 s \| \| 5e \| Bauke Mollema \| Pays-Bas \| Trek-Segafredo \| + 5 min 00 s \| \| 6e \| Rafał Majka \| Pologne \| Bora-Hansgrohe \| + 5 min 40 s \| \| 7e \| Miguel Ángel López \| Colombie \| Astana \| + 6 min 17 s \| \| 8e \| Simon Yates \| Royaume-Uni \| Mitchelton-Scott \| + 6 min 46 s \| \| 9e \| Pavel Sivakov \| Russie \| Team Ineos \| + 7 min 51 s \| \| 10e \| Jan Polanc \| Slovénie \| UAE Team Emirates \| + 8 min 06 s \| |                    |             |                   |                  |
| |                    |             |                   |                  |
| Source : ProCyclingStats |                    |             |                   |                  |
| Classement général |                    |             |                   |                  |
| Coureur | Coureur            | Pays        | Équipe            | Temps            |
| 1er | Richard Carapaz    | Équateur    | Movistar Team     | 70 h 02 min 05 s |
| 2e | Vincenzo Nibali    | Italie      | Bahrain-Merida    | + 1 min 47 s     |
| 3e | Primož Roglič      | Slovénie    | Team Jumbo-Visma  | + 2 min 09 s     |
| 4e | Mikel Landa        | Espagne     | Movistar Team     | + 3 min 15 s     |
| 5e | Bauke Mollema      | Pays-Bas    | Trek-Segafredo    | + 5 min 00 s     |
| 6e | Rafał Majka        | Pologne     | Bora-Hansgrohe    | + 5 min 40 s     |
| 7e | Miguel Ángel López | Colombie    | Astana            | + 6 min 17 s     |
| 8e | Simon Yates        | Royaume-Uni | Mitchelton-Scott  | + 6 min 46 s     |
| 9e | Pavel Sivakov      | Russie      | Team Ineos        | + 7 min 51 s     |
| 10e | Jan Polanc         | Slovénie    | UAE Team Emirates | + 8 min 06 s     |

| Classement par points | Classement par points | Classement par points | Classement par points       | Classement par points |
| Coureur               | Coureur               | Pays                  | Équipe                      | Points                |
| --------------------- | --------------------- | --------------------- | --------------------------- | --------------------- |
| 1er                   | Arnaud Démare         | France                | Groupama-FDJ                | 200 pts               |
| 2e                    | Pascal Ackermann      | Allemagne             | Bora-Hansgrohe              | 187 pts               |
| 3e                    | Richard Carapaz       | Équateur              | Movistar Team               | 83 pts                |
| 4e                    | Fausto Masnada        | Italie                | Androni Giocattoli-Sidermec | 66 pts                |
| 5e                    | Davide Cimolai        | Italie                | Israel Cycling Academy      | 50 pts                |
| 6e                    | Primož Roglič         | Slovénie              | Team Jumbo-Visma            | 49 pts                |
| 7e                    | Damiano Cima          | Italie                | Nippo-Vini Fantini-Faizanè  | 46 pts                |
| 8e                    | José Joaquín Rojas    | Espagne               | Movistar Team               | 44 pts                |
| 9e                    | Mattia Cattaneo       | Italie                | Androni Giocattoli-Sidermec | 44 pts                |
| 10e                   | Simon Yates           | Royaume-Uni           | Mitchelton-Scott            | 44 pts                |

| Classement par points | Classement par points | Classement par points | Classement par points       | Classement par points |
| Coureur               | Coureur               | Pays                  | Équipe                      | Points                |
| --------------------- | --------------------- | --------------------- | --------------------------- | --------------------- |
| 1er                   | Arnaud Démare         | France                | Groupama-FDJ                | 200 pts               |
| 2e                    | Pascal Ackermann      | Allemagne             | Bora-Hansgrohe              | 187 pts               |
| 3e                    | Richard Carapaz       | Équateur              | Movistar Team               | 83 pts                |
| 4e                    | Fausto Masnada        | Italie                | Androni Giocattoli-Sidermec | 66 pts                |
| 5e                    | Davide Cimolai        | Italie                | Israel Cycling Academy      | 50 pts                |
| 6e                    | Primož Roglič         | Slovénie              | Team Jumbo-Visma            | 49 pts                |
| 7e                    | Damiano Cima          | Italie                | Nippo-Vini Fantini-Faizanè  | 46 pts                |
| 8e                    | José Joaquín Rojas    | Espagne               | Movistar Team               | 44 pts                |
| 9e                    | Mattia Cattaneo       | Italie                | Androni Giocattoli-Sidermec | 44 pts                |
| 10e                   | Simon Yates           | Royaume-Uni           | Mitchelton-Scott            | 44 pts                |

| Classement de la montagne | Classement de la montagne | Classement de la montagne | Classement de la montagne   | Classement de la montagne |
| Coureur                   | Coureur                   | Pays                      | Équipe                      | Points                    |
| ------------------------- | ------------------------- | ------------------------- | --------------------------- | ------------------------- |
| 1er                       | Giulio Ciccone            | Italie                    | Trek-Segafredo              | 229 pts                   |
| 2e                        | Richard Carapaz           | Équateur                  | Movistar Team               | 66 pts                    |
| 3e                        | Mattia Cattaneo           | Italie                    | Androni Giocattoli-Sidermec | 53 pts                    |
| 4e                        | Damiano Caruso            | Italie                    | Bahrain-Merida              | 48 pts                    |
| 5e                        | Fausto Masnada            | Italie                    | Androni Giocattoli-Sidermec | 45 pts                    |
| 6e                        | Ilnur Zakarin             | Russie                    | Katusha-Alpecin             | 42 pts                    |
| 7e                        | Gianluca Brambilla        | Italie                    | Trek-Segafredo              | 40 pts                    |
| 8e                        | Dario Cataldo             | Italie                    | Astana                      | 39 pts                    |
| 9e                        | Mikel Nieve               | Espagne                   | Mitchelton-Scott            | 37 pts                    |
| 10e                       | Primož Roglič             | Slovénie                  | Team Jumbo-Visma            | 30 pts                    |

| Classement de la montagne | Classement de la montagne | Classement de la montagne | Classement de la montagne   | Classement de la montagne |
| Coureur                   | Coureur                   | Pays                      | Équipe                      | Points                    |
| ------------------------- | ------------------------- | ------------------------- | --------------------------- | ------------------------- |
| 1er                       | Giulio Ciccone            | Italie                    | Trek-Segafredo              | 229 pts                   |
| 2e                        | Richard Carapaz           | Équateur                  | Movistar Team               | 66 pts                    |
| 3e                        | Mattia Cattaneo           | Italie                    | Androni Giocattoli-Sidermec | 53 pts                    |
| 4e                        | Damiano Caruso            | Italie                    | Bahrain-Merida              | 48 pts                    |
| 5e                        | Fausto Masnada            | Italie                    | Androni Giocattoli-Sidermec | 45 pts                    |
| 6e                        | Ilnur Zakarin             | Russie                    | Katusha-Alpecin             | 42 pts                    |
| 7e                        | Gianluca Brambilla        | Italie                    | Trek-Segafredo              | 40 pts                    |
| 8e                        | Dario Cataldo             | Italie                    | Astana                      | 39 pts                    |
| 9e                        | Mikel Nieve               | Espagne                   | Mitchelton-Scott            | 37 pts                    |
| 10e                       | Primož Roglič             | Slovénie                  | Team Jumbo-Visma            | 30 pts                    |

| Classement du meilleur jeune | Classement du meilleur jeune | Classement du meilleur jeune | Classement du meilleur jeune | Classement du meilleur jeune |
| Coureur                      | Coureur                      | Pays                         | Équipe                       | Temps                        |
| ---------------------------- | ---------------------------- | ---------------------------- | ---------------------------- | ---------------------------- |
| 1er                          | Miguel Ángel López           | Colombie                     | Astana                       | 70 h 08 min 22 s             |
| 2e                           | Pavel Sivakov                | Russie                       | Team Ineos                   | + 1 min 34 s                 |
| 3e                           | Hugh Carthy                  | Royaume-Uni                  | EF Education First           | + 8 min 21 s                 |
| 4e                           | Valentin Madouas             | France                       | Groupama-FDJ                 | + 12 min 04 s                |
| 5e                           | Giulio Ciccone               | Italie                       | Trek-Segafredo               | + 17 min 29 s                |
| 6e                           | Eddie Dunbar                 | Irlande                      | Team Ineos                   | + 29 min 32 s                |
| 7e                           | Ben O'Connor                 | Australie                    | Dimension Data               | + 49 min 51 s                |
| 8e                           | Lucas Hamilton               | Australie                    | Mitchelton-Scott             | + 56 min 06 s                |
| 9e                           | Chris Hamilton               | Australie                    | Team Sunweb                  | + 1 min 05 s                 |
| 10e                          | Iván Sosa                    | Colombie                     | Team Ineos                   | + 1 min 07 s                 |

| Classement du meilleur jeune | Classement du meilleur jeune | Classement du meilleur jeune | Classement du meilleur jeune | Classement du meilleur jeune |
| Coureur                      | Coureur                      | Pays                         | Équipe                       | Temps                        |
| ---------------------------- | ---------------------------- | ---------------------------- | ---------------------------- | ---------------------------- |
| 1er                          | Miguel Ángel López           | Colombie                     | Astana                       | 70 h 08 min 22 s             |
| 2e                           | Pavel Sivakov                | Russie                       | Team Ineos                   | + 1 min 34 s                 |
| 3e                           | Hugh Carthy                  | Royaume-Uni                  | EF Education First           | + 8 min 21 s                 |
| 4e                           | Valentin Madouas             | France                       | Groupama-FDJ                 | + 12 min 04 s                |
| 5e                           | Giulio Ciccone               | Italie                       | Trek-Segafredo               | + 17 min 29 s                |
| 6e                           | Eddie Dunbar                 | Irlande                      | Team Ineos                   | + 29 min 32 s                |
| 7e                           | Ben O'Connor                 | Australie                    | Dimension Data               | + 49 min 51 s                |
| 8e                           | Lucas Hamilton               | Australie                    | Mitchelton-Scott             | + 56 min 06 s                |
| 9e                           | Chris Hamilton               | Australie                    | Team Sunweb                  | + 1 min 05 s                 |
| 10e                          | Iván Sosa                    | Colombie                     | Team Ineos                   | + 1 min 07 s                 |

| Classement par équipes | Classement par équipes      | Classement par équipes | Classement par équipes |
| Équipe                 | Équipe                      | Pays                   | Temps                  |
| ---------------------- | --------------------------- | ---------------------- | ---------------------- |
| 1re                    | Movistar Team               | Espagne                | 210 h 28 min 38 s      |
| 2e                     | Astana                      | Kazakhstan             | + 24 min 31 s          |
| 3e                     | Bahrain-Merida              | Bahreïn                | + 28 min 32 s          |
| 4e                     | Ineos                       | Royaume-Uni            | + 35 min 37 s          |
| 5e                     | EF Education First          | États-Unis             | + 36 min 16 s          |
| 6e                     | Mitchelton-Scott            | Australie              | + 54 min 45 s          |
| 7e                     | Bora-hansgrohe              | Allemagne              | + 1 h 13 min 54 s      |
| 8e                     | Trek-Segafredo              | États-Unis             | + 1 h 21 min 13 s      |
| 9e                     | Androni Giocattoli-Sidermec | Italie                 | + 1 h 21 min 24 s      |
| 10e                    | UAE Team Emirates           | Émirats arabes unis    | + 1 h 34 min 51 s      |

| Classement par équipes | Classement par équipes      | Classement par équipes | Classement par équipes |
| Équipe                 | Équipe                      | Pays                   | Temps                  |
| ---------------------- | --------------------------- | ---------------------- | ---------------------- |
| 1re                    | Movistar Team               | Espagne                | 210 h 28 min 38 s      |
| 2e                     | Astana                      | Kazakhstan             | + 24 min 31 s          |
| 3e                     | Bahrain-Merida              | Bahreïn                | + 28 min 32 s          |
| 4e                     | Ineos                       | Royaume-Uni            | + 35 min 37 s          |
| 5e                     | EF Education First          | États-Unis             | + 36 min 16 s          |
| 6e                     | Mitchelton-Scott            | Australie              | + 54 min 45 s          |
| 7e                     | Bora-hansgrohe              | Allemagne              | + 1 h 13 min 54 s      |
| 8e                     | Trek-Segafredo              | États-Unis             | + 1 h 21 min 13 s      |
| 9e                     | Androni Giocattoli-Sidermec | Italie                 | + 1 h 21 min 24 s      |
| 10e                    | UAE Team Emirates           | Émirats arabes unis    | + 1 h 34 min 51 s      |

## Abandons
- Tony Gallopin (AG2R La Mondiale) : abandon
- Brent Bookwalter (Mitchelton-Scott) : non-partant